# RAB5B
RAB5B‏ (RAB5B, member RAS oncogene family) هوَ بروتين يُشَفر بواسطة جين RAB5B في الإنسان.